# Four Corners Tour
El Four Corners Tour es la quinta gira de la banda británica The Vamps en promoción de su nuevo álbum "Night & Day (Day Edition)" y el EP "Missing You". La gira inició el 27 de abril de 2019 en Plymouth, Inglaterra y finalizó el 12 de diciembre del mismo año en Londres, Inglaterra.

## Anuncio
La gira fue anunciada el 21 de junio de 2018 con un video subido a las redes sociales de la banda. En el video fue dicho el nombre oficial de la gira como Four Corners Tour y con más detalles a anunciarse el 29 del mismo mes. Una vez llegado el día fue subido a las redes sociales de la banda otro video en el que aparecen más detalles como el que la banda recorrerá más ciudades de Reino Unido e Irlanda entre abril y junio de 2019. Las fechas oficiales fueron anunciadas el 6 de julio. Por gran demanda el 3 de octubre se añadieron 4 fechas más en Newport, Swindon, Sheffield y Harrogate. Y con más fechas por anunciarse próximamente. El 27 de mayo de 2019 se anunció la parte europea de la gira.

## Actos de Apertura
- Eliza And The Bear (Europa)
- New Hope Club (Reino Unido e Irlanda)
- HRVY (Reino Unido e Irlanda)
- The Power of Musik (Reino Unido e Irlanda)
- Taylor Grey (Reino Unido e Irlanda)

## Setlist
1. Just My Type
2. Personal
3. Wild Heart
4. For You
5. All the Lies
6. We Don't Care
7. Tristan Drum Solo
8. Somebody to You (versión acústica)
9. Waves
10. Middle of the Night
11. What Your Father Says
12. Right Now
13. Hair Too Long
14. Can We Dance
15. Wake Up

Encore
1. Cheater
2. Risk It All
3. Missing You
4. All Night

## Fechas
| Fecha                   | Ciudad        | País          | Lugar                                     | Actos de Apertura                            |
| Europa                  | Europa        | Europa        | Europa                                    | Europa                                       |
| ----------------------- | ------------- | ------------- | ----------------------------------------- | -------------------------------------------- |
| 27 de abril de 2019     | Plymouth      | Inglaterra    | Plymouth Pavilions                        | New Hope Club The Power of Muzik             |
| 28 de abril de 2019     | Newport       | Inglaterra    | Newport Centre                            | New Hope Club The Power of Muzik             |
| 30 de abril de 2019     | Swindon       | Inglaterra    | Swindon Oasis                             | New Hope Club The Power of Muzik             |
| 1 de mayo de 2019       | Nottingham    | Inglaterra    | Nottingham Royal Concert Hall             | New Hope Club The Power of Muzik             |
| 3 de mayo de 2019       | Birmingham    | Inglaterra    | Arena Birmingham                          | New Hope Club HRVY The Power of Musik        |
| 5 de mayo de 2019       | Liverpool     | Inglaterra    | Echo Arena                                | New Hope Club HRVY The Power of Musik        |
| 7 de mayo de 2019       | Sheffield     | Inglaterra    | Sheffield City Hall                       | New Hope Club Taylor Grey The Power of Musik |
| 8 de mayo de 2019       | Newcastle     | Inglaterra    | Newcastle City Hall                       | New Hope Club Taylor Grey The Power of Musik |
| 10 de mayo de 2019      | Aberdeen      | Inglaterra    | BHGE Arena                                | New Hope Club HRVY The Power of Musik        |
| 11 de mayo de 2019      | Glasgow       | Inglaterra    | The SSE Hydro                             | New Hope Club HRVY The Power of Musik        |
| 13 de mayo de 2019      | Carlisle      | Inglaterra    | Sands Centre                              | New Hope Club Taylor Grey The Power of Musik |
| 15 de mayo de 2019      | Hull          | Inglaterra    | Bonus Arena                               | New Hope Club Taylor Grey The Power of Musik |
| 17 de mayo de 2019      | Harrogate     | Inglaterra    | Harrogate Convention Centre               | New Hope Club Taylor Grey The Power of Musik |
| 18 de mayo de 2019      | Mánchester    | Inglaterra    | O2 Apollo Manchester                      | New Hope Club Taylor Grey The Power of Musik |
| 20 de mayo de 2019      | Leicester     | Inglaterra    | De Montfort Hall                          | New Hope Club Taylor Grey The Power of Musik |
| 22 de mayo de 2019      | Norwich       | Inglaterra    | UEA Lower Common Room                     | New Hope Club Taylor Grey The Power of Musik |
| 23 de mayo de 2019      | Cambridge     | Inglaterra    | Cambridge Corn Exchange                   | New Hope Club Taylor Grey The Power of Musik |
| 25 de mayo de 2019      | London        | Inglaterra    | The O2 Arena                              | New Hope Club HRVY The Power of Musik        |
| 28 de mayo de 2019      | Belfast       | Irlanda       | The SSE Arena                             | New Hope Club HRVY The Power of Musik        |
| 29 de mayo de 2019      | Dublin        | Irlanda       | 3Arena                                    | New Hope Club HRVY The Power of Musik        |
| 31 de mayo de 2019      | Brighton      | Inglaterra    | Brighton Centre                           | New Hope Club HRVY The Power of Musik        |
| 1 de junio de 2019      | Bournemouth   | Inglaterra    | Bournemouth International Centre          | New Hope Club HRVY The Power of Musik        |
| 3 de junio de 2019      | Douglas       | Isla de Man   | Gaiety Theatre                            | -                                            |
| 23 de junio de 2019     | Dumfries      | Inglaterra    | Palmerston Park                           | Festival                                     |
| 5 de julio de 2019      | Ampthill      | Inglaterra    | Ampthill Great Park                       | Festival                                     |
| 27 de julio de 2019     | Solihull      | Inglaterra    | Tudor Grange Park                         | Festival                                     |
| 2 de agosto de 2019     | Isle of Wight | Inglaterra    | Great Wonderfest                          | Festival                                     |
| 3 de agosto de 2019     | Derby         | Inglaterra    | Pattonair Country Ground                  | Festival                                     |
| 8 de agosto de 2019     | Gerona        | España        | Jardí Botànic de Cap Roig                 | Festival                                     |
| Asia                    |               |               |                                           |                                              |
| 11 de agosto de 2019    | Incheon       | Corea del Sur | Songo Moonlight Festival Park             | Festival                                     |
| 14 de agosto de 2019    | Yakarta       | Indonesia     | The Kasablanka                            | -                                            |
| 15 de agosto de 2019    | Singapur      | Singapur      | The Coliseum at Hard Rock Resorts Sentosa | -                                            |
| 17 de agosto de 2019    | Osaka         | Japón         | Maishima Sonic Park                       | Festival                                     |
| 18 de agosto de 2019    | Tokio         | Japón         | ZOZO Marine Stadium                       | Festival                                     |
| Europa                  |               |               |                                           |                                              |
| 31 de agosto de 2019    | Glasgow       | Escocia       | The SSE Hydro                             | Festival                                     |
| 24 de octubre de 2019   | Varsovia      | Polonia       | COS Torwar                                | Eliza and the Bear                           |
| 25 de octubre de 2019   | Berlín        | Alemania      | Berlin Astra                              | Eliza and the Bear                           |
| 27 de octubre de 2019   | Copenhague    | Dinamarca     | Store Vega                                | Eliza and the Bear                           |
| 28 de octubre de 2019   | Oslo          | Noruega       | Sentrum Scene                             | Eliza and the Bear                           |
| 30 de octubre de 2019   | Estocolmo     | Suecia        | Fryshuset                                 | Eliza and the Bear                           |
| 1 de noviembre de 2019  | Hamburgo      | Alemania      | Hamburg Docks                             | Eliza and the Bear                           |
| 2 de noviembre de 2019  | Ámsterdam     | Países Bajos  | Melkweg                                   | Eliza and the Bear                           |
| 3 de noviembre de 2019  | París         | Francia       | L'Cigale                                  | Eliza and the Bear                           |
| 5 de noviembre de 2019  | Bruselas      | Bélgica       | Ancienne Belgique                         | Eliza and the Bear                           |
| 6 de noviembre de 2019  | Colonia       | Alemania      | Cologne Live Music Hall                   | Eliza and the Bear                           |
| 8 de noviembre de 2019  | Zúrich        | Suiza         | X-Tra                                     | Eliza and the Bear                           |
| 9 de noviembre de 2019  | Milán         | Italia        | Fabrique                                  | Eliza and the Bear                           |
| 14 de noviembre de 2019 | Moscú         | Rusia         | Adrenaline Stadium                        | -                                            |
| 12 de diciembre de 2019 | London        | Inglaterra    | 229 The Venue                             | -                                            |